# Rjavec
Rjavec je povirni krak potoka Želodnik v občini Domžale. Izvira v Prevojskih gmajnah Želodnik se nato izliva v potok Rovščica, vodna pot pa se nadaljuje preko rek Radomlja in Rača v Kamniško Bistrico. 